# 朗德 (威尔士)

朗德（英語：Rhondda），又作朗德河谷（英語：Rhondda Valley），是英國南威爾斯一個城鎮，建於朗德河旁，2011年共有人口62545人。
51°36′57″N 3°25′03″W / 51.6159°N 3.4175°W